# Paul Claude-Michel Carpentier
Pour les articles homonymes, voir Carpentier.
Paul Claude-Michel Carpentier (Rouen, 27 novembre 1787 - Paris, 10 mai 1877) était un peintre portraitiste, d'histoire et de genre, et auteur français. Il a étudié avec Jean-Jacques Le Barbier (1738-1826) et brièvement avec Jacques-Louis David (1748-1825). Jusqu'en 1824, il a exposé aux Salons sous son nom de famille LeCarpentier, mais après 1824, il a raccourci son nom de famille en Carpentier.         

## Œuvres
France
- Montargis, musée Girodet : Portrait de Girodet, 1853, exécuté d’après un dessin fait par Girodet lui-même[2];

- Paris, musée Carnavalet : Épisode du 29 juillet 1830, au matin, 1831, huile sur toile, 91,5 × 73,5 cm[3].

- Rouen, musée des Beaux-Arts
  - La Création d’Ève, 1835, retouchée en 1850[4]
  - Portrait de Bernardin de Saint-Pierre[5], 1847, d'après le tableau Bernardin de Saint-Pierre entouré de sa famille d'Elizabeth Harvey présenté au Salon de 1804 (no 227)
  - Bernardin de Saint-Pierre et sa famille, vers 1847, copie du tableau d'Elizabeth Harvey

- Troyes, Musée Saint-Loup, Portrait de Jacques-Nicolas Paillot de Montabert, vers 1834-1851[6]

- Valenciennes, musée des Beaux-Arts : Portrait du Marquis de Dampierre, 1854[4]

- Versailles, musée national des Châteaux de Versailles et de Trianon : Portrait de Bernardin de Saint-Pierre, 1847, d'après Elizabeth Harvey

États-Unis
- Dallas, Dallas Museum of Art : Portrait de l’auteur et de sa famille, 1833[7],[8]

- Poughkeepsie, Frances Lehman Loeb Art Center, Vassar College : Portrait d'Antoine François Gelée, 1833[9]